# پاتریک بووز-لیون
 پاتریک بووز-لیون (انگلیسی: Patrick Bowes-Lyon؛ ۵ مارس ۱۸۶۳ – ۵ اکتبر ۱۹۴۶) یک تنیس‌باز اهل بریتانیا بود.